# Абросимов, Геннадий Егорович
Геннадий Егорович Абросимов (15 марта 1939 — 12 ноября 2021) — советский и российский инженер, организатор промышленного производства, общественный деятель. Депутат Верховного Совета Удмуртской АССР XI и XII созывов и Государственного Совета Удмуртской Республики I—III созывов. Заслуженный работник промышленности Удмуртской Республики. Почётный гражданин Сарапула (1999).

## Биография
Геннадий Егорович родился 15 марта 1939 года в селе Мазунино Сарапульского района Удмуртской АССР. По окончании семилетней школы поступил в Сарапульское ремесленное училище № 5 и одновременно учился в вечерней школе.
С 1960 года работал в Сарапульском учебно-производственном предприятии Всероссийского общества слепых (УПП ВОС, позднее — ПО «Радиотехника»), пройдя путь от слесаря-инструментальщика до генерального директора объединения. Без отрыва от производства окончил Сарапульский механический техникум (1964) и Ижевский механический институт (1974). За годы его руководства предприятием (1968—1984) были возведены новые корпуса, жилые дома для сотрудников, объекты социальной инфраструктуры.
Геннадий Егорович избирался депутатом разных уровней: Сарапульского городского Совета народных депутатов (с 1984 по 1985 года занимал должность председателя исполкома), Верховного Совета Удмуртской АССР XI и XII созывов и Государственного Совета Удмуртской Республики I—III созывов.
Скончался 12 ноября 2021 года в Ижевске.

## Награды и звания
Труд Геннадия Абросимова был отмечен множеством наград, среди которых ордена «Знак Почёта» и «За заслуги перед Отечеством» IV степени.
В 1999 году Геннадию Егоровичу присвоено звание «Почётный гражданин города Сарапула».